# Пустынно-Рыхловский монастырь
Свято-Николаевский Пустынно-Рыхловский монастырь (укр. Свято-Миколаївський Пустинно-Рихлівський монастир) — православный монастырь в селе Рыхлы Коропского района Черниговской области на Украине.
Расположен на самой высокой точке Черниговщины — высоте 212 метров над уровнем моря.

## История
Согласно преданию, одному из местных жителей, пчеловоду, явилась на клёне икона Святителя Николая. Он забрал её домой, однако наутро икона снова появилась на том же дереве. Так повторялось несколько раз, прежде чем мужчина понял, что таким образом Святитель указывает заложить на этом месте часовню, что и было сделано. Первое время служба правилась в ней лишь дважды в год — на «зимнего» (19 декабря) и «летнего» (22 мая) Николая.
Первоначально монахи, которые приходили сюда из разных монастырей, жили в пещерах. Впоследствии были возведены жилые помещения, трапезная, церковь на месте явления иконы. В 1666 году стараниями архиепископа Лазаря (Барановича) и братьев Многогрешных — Василия и гетмана Дамиана, монастырь твёрдо стал на ноги. Ему передано много сёл, сенокосов, переправ через Десну, мельниц. В 1754 году он был уничтожен пожаром, но быстро отстроен.
Под конец своего существования обитель имела 950 га пахотных земель, 800 га сенокосов, 25 сёл и 18 км реки Десны, 5 храмов и 100 зданий, построенных на 37 гектарах — почти нынешняя Киево-Печерская лавра. В обители подвизались 300 монахов и послушников, действовали пять храмов, создан даже пещерный комплекс.

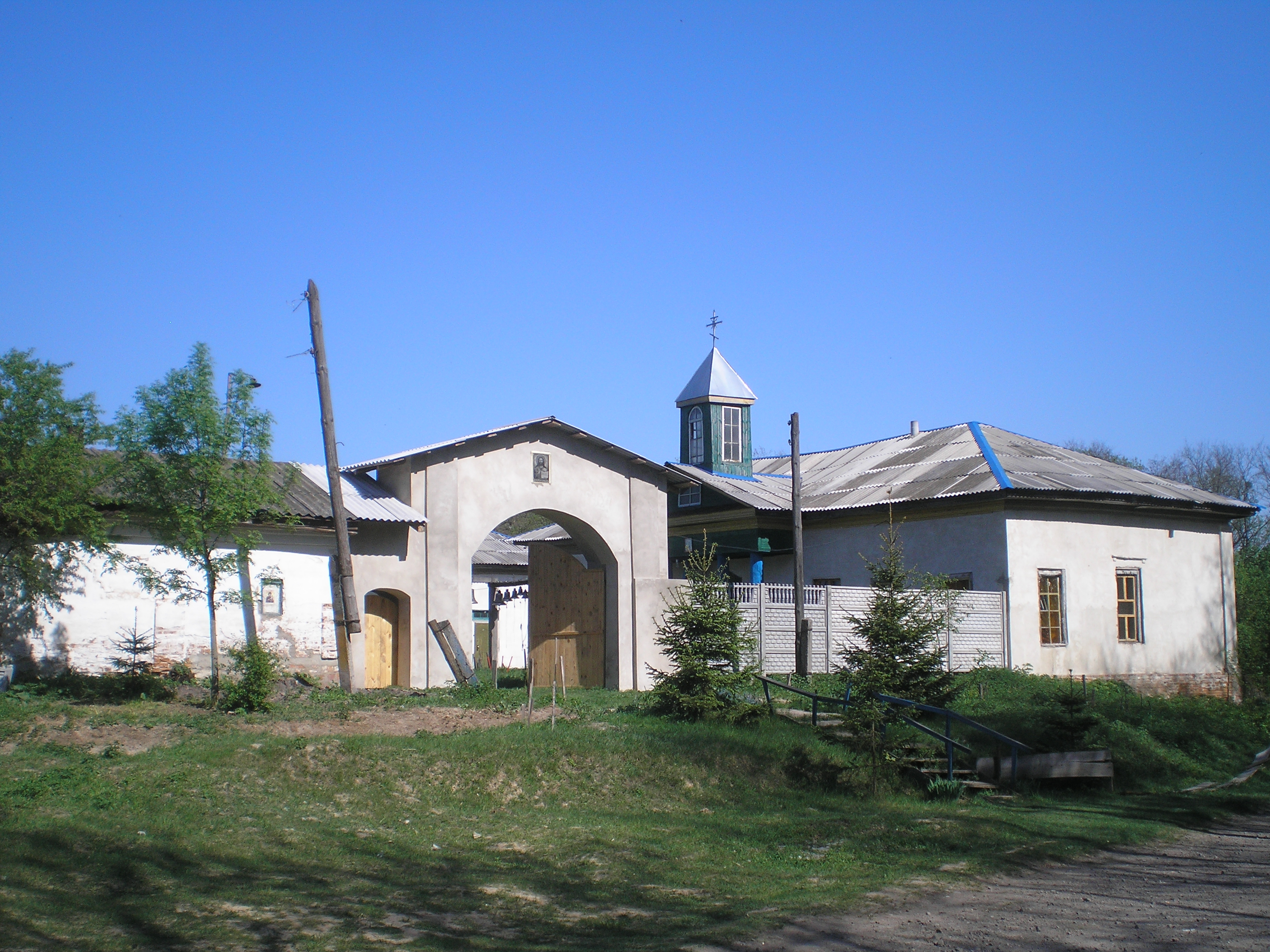
Монастырь в наши дни

В монастыре хранился чтимый образ святителя Николая, на котором риза была изготовлена за счёт «Войска Запорожского полковника миргородского Даниила Апостола». В главной церкви была также художественная серебряная дарохранительница, выполненная в 1749 году.
18(30) декабря 1872 года в монастыре скончался архимандрит Иларион (Дуда), который последние дни решил провести здесь.
В 1922 году монастырь закрыли, а братию монастыря во главе с архимандритом Евгением изгнали из обители. Начиная с 1930-х годов, стены храма по указанию местных властей разобрали на строительство дороги.
В 2004 году по благословению епископа Черниговского и Нежинского Амвросия (Поликопы) началось возрождение монастыря. Первым настоятелем возрождённой обители стал игумен Серафим (Варванин). Сейчас монастырь находится в составе Нежинской епархии Украинской православной церкви. Наместником монастыря является архимандрит Елисей (Ткаченко).

## Святые
В 1820-х годах в Рыхловской обители временно проживал знаменитый подвижник иеромонах Василий (Кишкин) (†1831), почитаемый Церковью в лике святых. В 1826—1829 и 1832—1840 годах рыхловским иноком был преподобный Иоанникий (Голованицкий), будущий известный старец Глинской пустыни схиархимандрит Илиодор (†1879). В 1-й половине 1890-х годов в Рыхловском монастыре подвизался Лука Проскура — впоследствии преподобный Лаврентий Черниговский (†1950).